# Rat River (Red River of the North)
Der Rat River (französischer Name: Rivière aux Rats) ist ein etwa 190 km langer rechter Nebenfluss des Red River of the North im Südosten der kanadischen Provinz Manitoba.
Der Rat River entspringt im äußersten Südosten von Manitoba nördlich von Badger an der Provincial Road 203. Das Quellgebiet liegt 50 km westlich vom Lake of the Woods sowie 22 km nördlich der US-amerikanischen Grenze auf einer Höhe von 380 m. Der Rat River fließt anfangs 80 km in überwiegend westlicher Richtung, bevor er sich nach Nordwesten wendet und schließlich in Richtung Nordnordwest strömt. Der Rat River durchfließt im Mittel- und Unterlauf eine Prärielandschaft. Er weist auf seiner gesamten Fließstrecke ein stark mäandrierendes Verhalten mit unzähligen Flussschlingen und Altarmen auf. Der Fluss wird meist von einem schmalen Auenwaldgürtel flankiert. Der Manitoba Highway 59 verläuft streckenweise entlang dem Flusslauf. Die Orte Saint-Malo und Otterburne liegen am Mittel- und Unterlauf. Bei Saint-Malo wird der Fluss durch ein Wehr zu einem 63,9 ha großen Stausee aufgestaut. Dieser bildet das Kernstück des St. Malo Provincial Parks, der hauptsächlich als Erholungsgebiet dient. Der Rat River mündet schließlich 4 km nordöstlich von Sainte-Agathe sowie 33 km südlich vom Stadtzentrum von Winnipeg in den Red River of the North. 9 km oberhalb der Mündung trifft der Marsh River von links auf den Rat River. Die Provincial Road 200 überquert den Fluss unmittelbar oberhalb dessen Mündung. Der Rat River verläuft durch das Siedlungsgebiet der französischsprachigen Minderheit von Manitoba. Südlich des Rat River verläuft der Roseau River, weiter nördlich der Seine River.

## Hydrologie
Das Einzugsgebiet des Rat River umfasst etwa 1900 km². Der mittlere Abfluss bei Otterburne, 45 km oberhalb der Mündung, beträgt lediglich 2,8 m³/s. Im April werden am Pegel mit 12 m³/s im Mittel die höchsten monatlichen Abflüsse gemessen.